# カンムリワシ

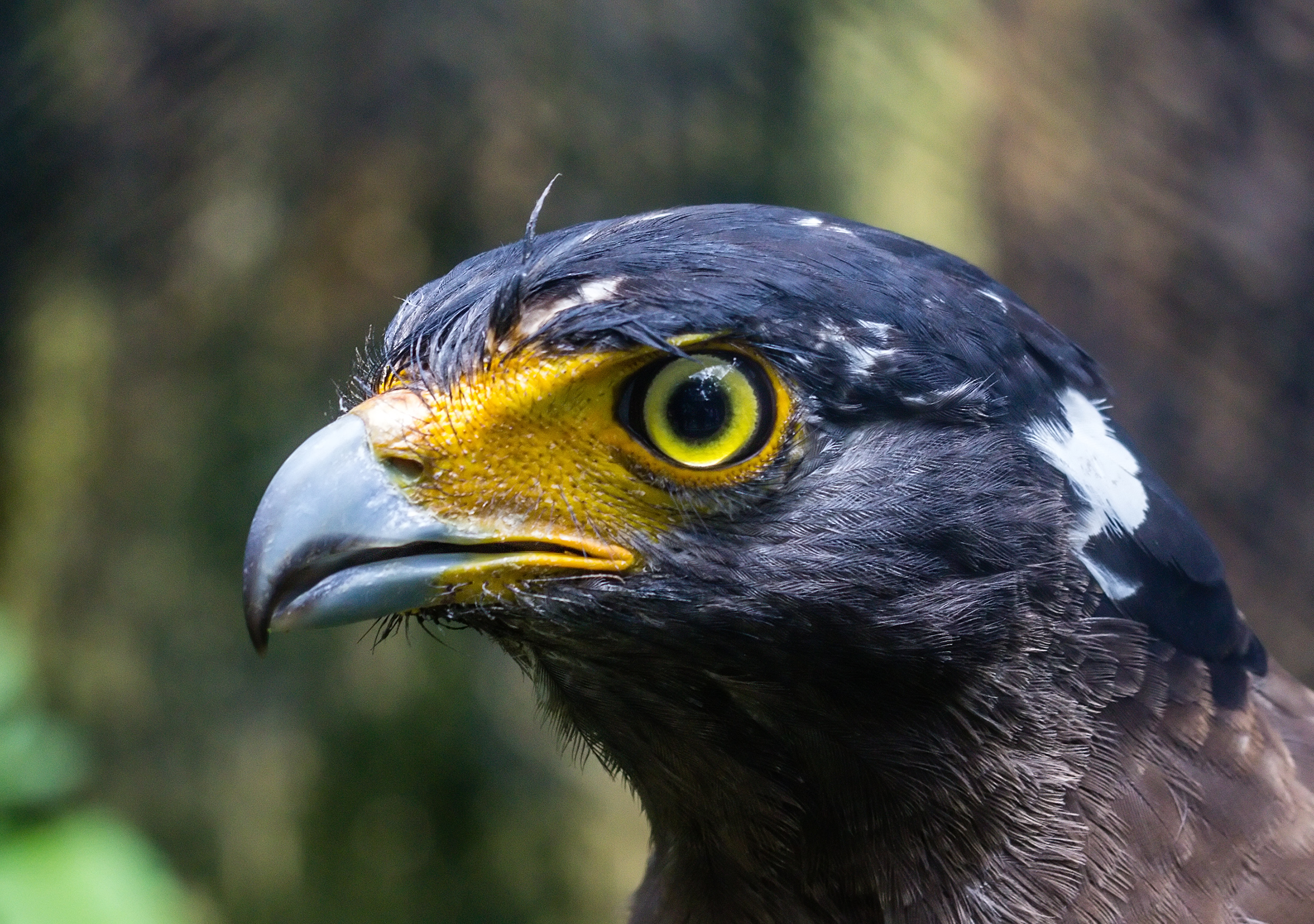
頭部

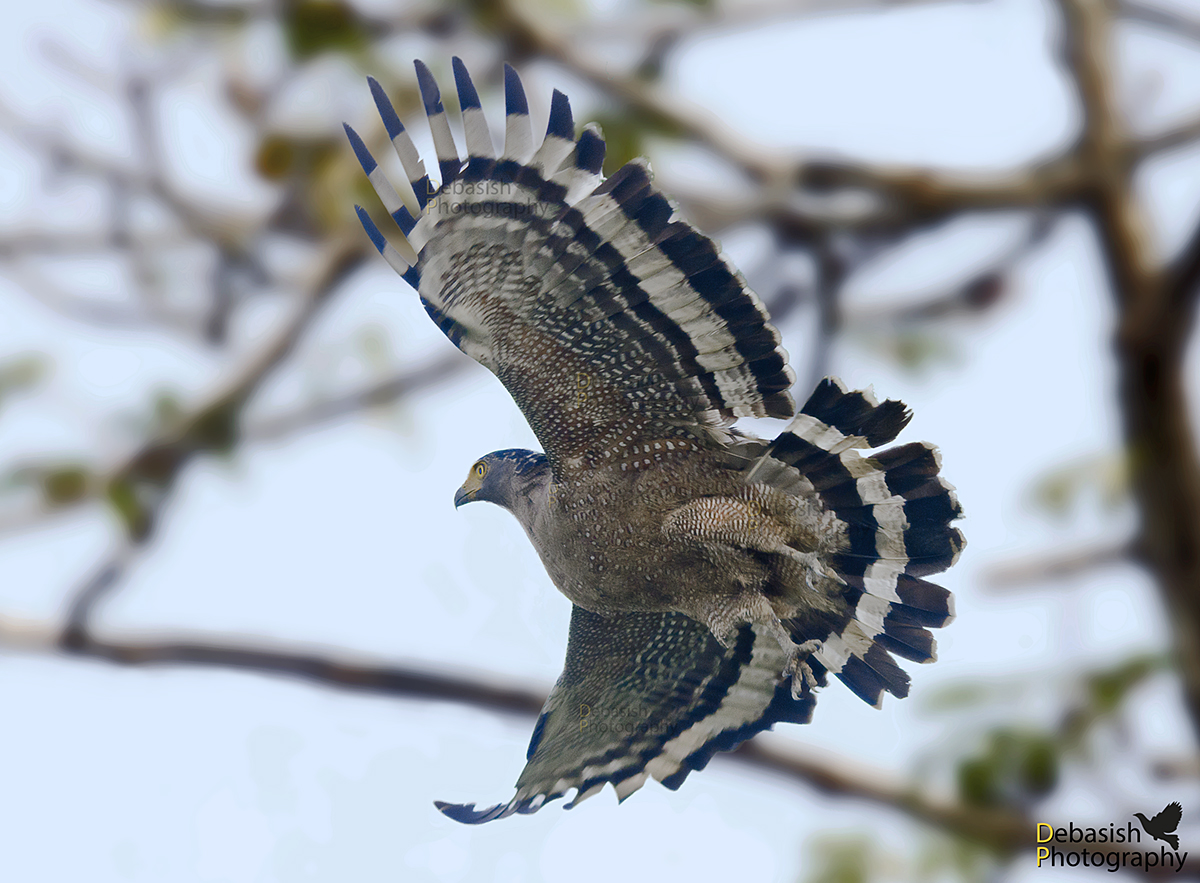
飛翔の様子

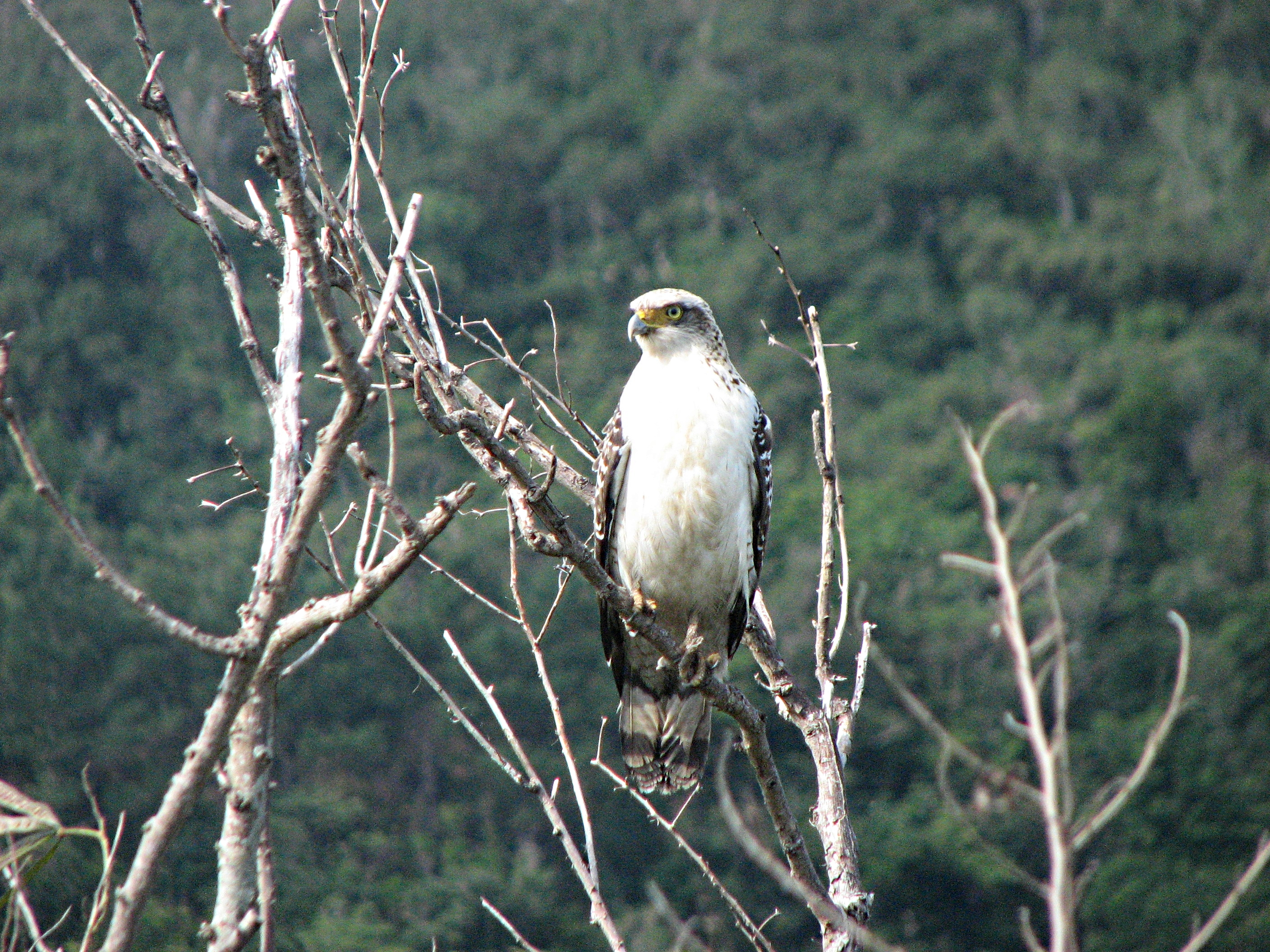
カンムリワシ幼鳥
西表島・浦内マングローブ群落(2008年12月)

カンムリワシ（冠鷲、Spilornis cheela）は、鳥綱タカ目タカ科カンムリワシ属に分類される鳥。

## 分布
インド、インドネシア、スリランカ、タイ、中国南部（福建、広東、雲南など）、台湾、日本（八重山列島： 石垣島、西表島、与那国島）、ベトナム。
カンムリワシは21の亜種に分類されている。八重山列島の個体群（S. c. perplexus）は日本固有亜種であり、分布の北限にあたる。台湾固有亜種（S. c. hoya）は大型でオオカンムリワシ（大冠鷲）と呼ばれる。

## 形態
全長55cm。全身の羽毛は褐色で、翼や腹面には白い斑点が入る。尾羽は白く、先端部の羽毛は黒い。後頭部に白い羽毛の混じる冠羽が生えることが和名や英名の由来。
幼鳥では、胸から腹にかけての羽毛、肩羽、雨覆羽が白から黄褐色で、生後第 2暦年頃から成羽への換羽が行われる。

## 生態
湿地、水田、マングローブ林等に生息する。
食性は動物食で、両生類、爬虫類、甲殻類、昆虫類等を捕食する。特にヘビを好み、英名のCrested Serpent Eagle（カンムリヘビワシの意。ただしヘビクイワシ科は別科）はこの食性に因む命名。南西諸島にはトビが生息しないため、トビと同じような生態的地位を占め、時には自動車に轢かれた小動物の死骸を食べることもある。樹上や電柱で獲物が通りかかるのを待ち、獲物を見つけると襲いかかる。通常のタカ類は空中から獲物に直接爪を立てることが多いが、本種は一度獲物の傍に降り立って地上で攻撃することが多く、そのため狩りに失敗することも多い。
3-4月に樹上に木の枝を組み合わせた皿状の巣を作り、1個の卵を産む。抱卵日数は35日で、雌雄ともに抱卵する。雛は孵化してから60数日で巣立ちを終え、翌年の春に独立する。従来、八重山列島では繁殖が確認されず、台湾で営巣すると考えられていたが、1981年に写真家の宮崎学によって3巣の営巣が西表島で見つかり、八重山列島での繁殖が確認された。
雄は樹の上やディスプレイ飛翔のときに、「ピュピュピュ ピュイュ ピュイュ」または、「ポポー ポイョー ピィーョ」さらには、「ピピー ピューイ」と鳴く。「ピュイュー」の1声を発すだけのときもある。

## 保全状態評価
- LEAST CONCERN (IUCN Red List Ver. 3.1 (2001))
- ワシントン条約附属書II
- 絶滅危惧IA類 (CR)（環境省レッドリスト）

- 特別天然記念物
- 国内希少野生動植物種（種の保存法） - 1993年

## 日本における人間との関係
第14循環（2002年2月-2009年3月）の時期には石垣島が大きく開発されたため、環境の変化がどのような影響を及ぼすか懸念されている。さらに人為的に持ちこまれた外来種である、オオヒキガエルやインドクジャクの増加による影響も同様に懸念されている。また、車の増加により、交通事故も多発している。
2022年3月9日、環境省、沖縄県及び石垣市は、年初からこの日までに「6件の交通事故が発生するなど治療や収容体制がひっ迫する事態が続いて」いるため、初めて「カンムリワシ交通事故 非常事態宣言」を発出。運転者に対してカンムリワシのロードキルマップを公開し、注意を呼びかけている。

### 保護
沖縄県石垣市の石垣やいま村や沖縄市の沖縄こどもの国では、保護され野生復帰が困難と判断されたカンムリワシが一般公開されている。石垣やいま村は、2022年3月29日から5月末まで、リハビリケージの建設のためにクラウドファンディングを実施した2018-12-07。また、同年5月28日には、カンムリワシの治療に携わっている獣医師を取材したドキュメンタリー動画が配信された。

### 開発
2015年10月、ユニマットプレシャスが石垣島の前勢岳北にゴルフ場付きリゾート施設を建設する計画を発表。石垣市はこの計画を推進し、2021年8月30日には沖縄県も石垣市の計画書に同意している。計画地では4ペアのカンムリワシの生息が確認されているため、市民団体から開発中止を求める声が上がっており、地元の自然環境保護団体は2022年5月25日に沖縄県知事に抗議声明を送付するとともに、6月1日に事業計画承認の取消を求めて行政不服審査法に基づく審査を請求している。

### 調査
環境省では、1988年以来、数年に一度、特定の期日に石垣島及び西表島に生息しているカンムリワシの数をカウントする「カンムリワシ一斉カウント調査」を行っている。この調査では、2006年には石垣島で78羽、西表島で58羽、2012年には石垣島で110羽、西表島で78羽が確認されているが、確認個体数は天候等の条件によって異なるため、環境省那覇自然環境事務所は過去の調査結果と比べても生息個体数に大きな変化はないと推測している。ただし、石垣島・西表島ともに網羅的な生息数調査が行われたことがなく、生息数が減少しているのかも含めて、正確な実態は不明であるため、総数を把握するための生息数調査を望む声がある。

## カンムリワシに因む事物
- 八重山民謡の「鷲ぬ鳥節」で歌われている[25]。
- 八重山方言ではカンムリワシ（特に幼鳥）の美しい羽を「あやぱに」（綾羽）と呼び[26]、カンムリワシ（特に幼鳥）のことも「あやぱに」と呼ぶ。「鷲ぬ鳥節」の歌詞で歌われるほか、「あやぱに」に因んで名付けられた事物に以下のものがある。
  - あやぱに - 石垣島で高校生が発見した小惑星[26]。
  - 株式会社あやぱに - 沖縄県石垣市にある石垣やいま村を運営する企業。
  - あやぱに - 八重山観光フェリーが運航する双胴の高速旅客船[27]。
  - あやぱにモール - 沖縄県石垣市中心部にあるユーグレナモールの旧称[28]。
  - 石垣あやぱにボウル - 沖縄県石垣市にあるボウリング場[29]。
- 石垣市は1977年10月にカンムリワシを市の鳥に定めている[30]。
- 沖縄県石垣島出身の元プロボクサー・具志堅用高のニックネームとして用いられたことで、全国的に知られるようになった[31]。1976年10月の世界王座獲得直後のインタビューでの発言「わんやカンムリワシにないん」にちなむ（八重山語で「俺はカンムリワシになりたい」を意味する）。
- 1977年にプロ野球選手・王貞治が国民栄誉賞第1号を受賞した際、副賞として、オオカンムリワシの剥製が贈呈された[32][33][34]。